# Toshiya Fujita (Fußballspieler)
Toshiya Fujita (jap. 藤田 俊哉, Fujita Toshiya; * 4. Oktober 1971 in Shizuoka) ist ein japanischer Fußballspieler bei Nagoya Grampus Eight in der J-League. Er spielt auf der Position des offensiven Mittelfeldspielers. Zu seinen größten Erfolgen zählen die Teilnahme am Confederations Cup 2001 in Japan und Südkorea, wo er mit Japan 2. wurde, sowie die Teilnahme am Asienpokal 2004 in China und die Wahl zum Fußballer des Jahres in der erstklassigen J-League im Jahre 2001.

## Auszeichnungen
- J.League Most Valuable Player: 2001